# غرايم بيلي
غرايم بيلي (بالإنجليزية: Graeme Bailey)‏ هو سائق سباق أسترالي، ولد في 11 يوليو 1943 في Ourimbah ‏ في أستراليا.